# منتخب أوزبكستان لاتحاد الرغبي للسيدات
منتخب أوزبكستان لاتحاد الرغبي للسيدات هو ممثل أوزبكستان الرسمي في المنافسات الدولية في اتحاد الرغبي في فئة رياضة نسوية. تأسس في 3 يونيو 2008.